# Bedřich Svoboda
Bedřich Svoboda (4. února 1910 Pardubice – 18. srpna 1975 Praha) byl český klasický  archeolog a vysokoškolský pedagog.

## Životopis
Bedřich Svoboda se narodil v rodině čalouníka Františka  Svobody a jeho manželky Elišky 4. února roku 1910 v Pardubicích. Po absolutoriu pardubického gymnázia vystudoval na FF UK v Praze klasickou filologii, klasickou archeologii a prehistorii. Byl promován roku 1934, tématem jeho disertační práce byl Přínos antických a keltských prvků ke vzniku kultury doby císařství římského. 
Poté vyučoval klasické jazyky na gymnáziu v Pardubicích a působil jako pomocná síla ve Státním archeologickém ústavu v Praze. Roku 1936 nastoupil jako archeolog do Národního muzea. Zde začal budovat antickou sbírku a roku 1938 připravil první výstavu klasické archeologie v Čechách. Od roku 1948 působil na fakultě jako externí učitel pro obor klasické archeologie. Zvláště se zaměřoval na pohraniční oblasti Římské říše. Roku 1953 převzal redakci časopisu Památky archeologické a zároveň se stal odborným pracovníkem Archeologického ústavu ČSAV v Praze. Roku 1962 obhájil doktorát věd a roku 1969 byl jmenován profesorem archeologie pro dobu římskou a časnou dobu dějinnou.
Provedl řadu terénních výzkumů, například výzkumy pohřebiště lužické kultury v Malé Bělé, v okrese Mnichovo Hradiště, keltského oppida u Nevězic v okrese Písek, římského kastelu Celemantia v Leányváru u Iže, v okrese Komárno, aj. Poznatky z těchto výzkumů pak zúročil mimo jiné ve svém akademickém výzkumu a četných publikacích. Jeho kompletní bibliografie byla publikována v časopise Památky archeologické, roč. 61, 1970, str. 2-7.
V jeho první velké monografii Čechy a římské imperium se jasně projevuje jeho názor, že studium archeologie se neobejde bez studia klasického starověku, a zdůrazňuje důležitost působení Římské říše na střední Evropu. Velkým přínosem této práce je upřesnění typologie a chronologie mladořímských spon.  V průkopnické práci Čechy v době stěhování národů pojednával o vztazích mezi Germány a Římským impériem. Jeho cílem bylo objasnit poslední úsek dějin na území Čech před příchodem Slovanů. Jádro práce tvoří podrobná analýza hmotných památek, která významně přispěla k pochopení tohoto období. Její součástí je i seznam hmotných nálezů z období stěhování národů v Čechách. K archeologickému výzkumu dále přispěl mnohými odbornými studiemi, které se mimo jiné věnují sponám z doby římské a stěhování národů, nebo problému antických tradic v nejstarší slovanské kultuře.
Bedřich Svoboda zemřel 18. 8. 1975 v Praze ve věku 65 let. Je pohřben na hřbitově Malvazinky v Praze. Jeho výzkum a bohatá bibliografie významně přispěly k rozšíření poznatků o době římské a položily základ studia doby stěhování národů v Čechách.